# Exposición Internacional de Plovdiv (1991)
La Exposición Especializada de Plovdiv (1991) fue una Exposición Especializada que se celebró del 7 de junio al 7 de julio de 1991 en la ciudad de Plovdiv, Bulgaria, bajo el título de "La actividad creativa de los jóvenes inventores al servicio de un mundo de paz". La Exposición estuvo coordinada por la Oficina Internacional de Exposiciones, organización internacional responsable de regular las exposiciones de acuerdo con la Convención relativa a las Exposiciones Internacionales.

## Organizadores
Los organizadores de dicha exposición fueron:
- El Ministerio de Economía y de Planificación de Bulgaria.
- La Cámara de comercio y de la Industria de Bulgaria.
- El Consejo republicano de la creatividad científica y técnica de la juventud de Bulgaria.
- La Fundación internacional " Ludmila Jivkova ".
- El Instituto de invenciones y de racionalizaciones.

La Exposición fue organizada con la cooperación de la Organización Mundial de la Propiedad Intelectual, organización especializada de la ONU.